# 稽察左右翼宗學
稽察宗學，或稱稽察左、右翼宗學，為清朝管理稽查宗學的職官。

## 建置
清朝初期設置宗學，雍正二年（1724年）整併為左翼宗學、右翼宗學各一所。乾隆三年（1738年），增設稽察宗學京堂，每學滿、漢各1人，共4人，稱為「稽察左翼宗學」或「稽察右翼宗學」。稽察左右翼宗學執掌稽查宗學課程、教職教學情形，每月對宗學學生考試經義、滿漢文翻譯、射藝。稽察左右翼宗學出缺時，由吏部於都察院、通政使司、詹事府、國子監、大理寺、太常寺、太僕寺、光祿寺、鴻臚寺等衙門堂官內開列符合資格人員名單奏請欽點。